# 小山田虎満
小山田 虎満 / 小山田 昌辰（おやまだ とらみつ / おやまだ まさたつ）は、戦国時代の武将。甲斐国武田氏の家臣。岩殿城の小山田信茂とは同姓だが、別氏族の石田小山田氏。
諱は『甲陽軍鑑』（以下『軍鑑』）『甲斐国志』では「昌辰」としているが、文書上に見られる実名は「虎満」であることが確認されている。出家名は玄怡。文書上では上原伊賀守、小山田備中守としても見られ、『軍鑑』『国志』においても伝えられている。子は昌成（藤四郎、菅右衛門尉）、大学助。

## 人物の特定
甲斐国では郡内領主で武田家中においては譜代家老衆の小山田氏がいるが、虎満は別系統の石田小山田氏と称される一族で、石田（甲府市）の地に所領があったため小山田姓を名乗り、「石田の小山田」と称されたという。
父は小山田備中守（諱不明、後述の平林説では「古備中」）という人物で、代々、備中守という受領名を世襲していたようである。この人物は天文9年（1540年）に海津城を降した際に板垣信方らと共に城代に名を連ね、村上義清の反撃を撃退するのに功があったが、天文21年（1552年）の信濃地蔵峠の戦いで戦死したとする。
虎満の初名は不明ながら、もとは上原伊賀守を名乗っており、『軍鑑』では70騎を指揮していたという。虎満の当初の名乗りが「上原伊賀守」であったことは1967年に平林富三により指摘された。平林は備中守家の系譜を、古備中 - 昌辰（上原伊賀守）- 昌行の三代とした。他方で黒田基樹は、2002年・2003年の研究により備中守家の諱が虎満（玄怡、古備中）- 昌成であることを指摘し、二代とした。

## 略歴
武田氏は晴信（信玄）期に信濃侵攻を本格化させ、天文15年（1546年）5月には佐久郡内山城（長野県佐久市内山）の大井貞清を攻め落としているが、虎満の初見資料は『高白斎記』における同年7月条の記事で、「上原伊賀守」が武田晴信により内山城代に任命され、西上野口へ通じる佐久郡を確保したという記述がある。
『陽雲寺旧蔵文書』によれば、天文17年（1548年）の佐久郡前山城（長野県佐久市）攻めにおいては虎満旗下の在城衆・足軽大将が「三郎殿」（武田三郎）の指揮下に出陣している。「三郎殿」は系譜関係は不明であるが、武田氏の御一門衆の人物で、天文19年から天文20年を終見とし、「三郎義信」を称していることから甲斐源氏の一族・安田義定の名跡を継承した人物であるとする説がある。
『高白斎記』によれば、天文20年（1551年）3月29日において内山城代は前城主貞清に交代し、虎満は甲府へ帰還した。同9月20日条では貞清が更迭され再び内山城代となっており、石田小山田氏を継承して小山田備中守を称するようになった。
天文22年（1553年）1月には、信濃守護小笠原氏・村上氏の連携に対し、晴信は虎満に対し、村上方の本拠である葛尾城攻めに際した出陣を秘匿するため戸石城修築の虚報を流させている自筆書状を送っている。また、信濃国衆真田幸隆（幸綱）との取次も務めており、幸隆とともに軍事行動も行っている。
天文23年（1554年）7月には村上義清の監視のため飯富虎昌とともに再び内山城に在番している。
永禄元年（1558年）には病で重篤であったというが、辛うじて回復した。『真下家所蔵文書』（年未詳武田晴信書状）には、山本菅助が「当家宿老小山田」への見舞いを命じられており、これは虎満を指したものであると考えられている。
永禄7年（1564年）頃には出家して、玄怡を名乗った。
永禄10年（1567年）2月には、嫡男昌成（菅右衛門尉）への知行・同心衆の譲与を認められていることから、この頃に隠居したと考えられ、同年8月に生島足島神社へ奉納された起請文には虎満の名が見られず、以降は昌成が備中守を称している。
虎満の終見文書は元亀3年（1572年）付の武田家朱印状「柏木文書」で、『高野山蓮華定院過去帳』から没年は天正7年（1579年）10月12日であり、その死去の時まで内山城代であった。
『軍鑑』では、小山田備中守が築城した城は落城することがなく、信玄は城を築いた際には虎満を入城させる恒例を行っていたという逸話を記しているほか、虎満の死を天文21年の信濃常田合戦としているが、これは天文21年以後に文書が所見されることから、通称の同じ父親のことをさしたものであると考えられている。また天正十年（1582年）に甲州征伐の際に仁科盛信と共に高遠城で戦死したとする説もあるがこれは子と取り違えた誤伝のようである。

## その他
子孫は真田家臣で、松代藩の次席家老を務めた。

## 関連作品
- 天と地と（1969年、NHK大河ドラマ、演：小山田備中守 - 下川辰平）